# Кфар-Аза
Кфар-Аза (івр. כְּפַר עַזָּה) — кібуц на півдні Ізраїлю. Розташований між Нетівотом і Сдеротом, він входить до регіональної ради Шаар-га-Негев. У 2021 в ньому проживало 765 осіб.

## Історія
Кібуц був заснований у серпні 1951 року єврейськими іммігрантами з Єгипту та марокканського міста Танжер, які пройшли навчання в Ейн Хароді, Аєлет га-Шахар і пізніше Афікім. У 1955 році він був тимчасово залишений, а в січні 1957 року туди переїхала група поселенців Мітаарім.
7 жовтня 2023 року журналісти AP стали свідками викрадення чотирьох цивільних осіб з кібуцу бойовиками ХАМАС у розпал конфлікту між Газою та Ізраїлем.10 жовтня, після того, як ізраїльські військові знову взяли контроль над селом, з'явилися повідомлення про масові вбивства, які були виявлені скрізь, у тому числі знайдено тіла понад 40 немовлят, перекинуті колиски та покинуті коляски.